# Edite Estrela
Edite Estrela, née le 28 octobre 1949 à Belver, est une femme politique portugaise membre du Parti socialiste (PS).
Elle est députée européenne de 2004 à 2014.

## Biographie
Elle fait partie du groupe de l'Alliance progressiste des socialistes et démocrates au Parlement européen. Elle est vice-présidente de la commission des droits de la femme et de l'égalité des genres et membre de la commission de l'environnement, de la santé publique et de la sécurité alimentaire.
Le 10 décembre 2013, le Parlement européen a rejeté un rapport sur « la santé sexuelle et reproductive » présenté par Estrela. Ce rapport préconisait entre autres une réaffirmation du droit à l'avortement,, à la contraception, l'accès à la reproduction artificielle des femmes célibataires et des lesbiennes, une éducation sexuelle obligatoire pour les jeunes européens, ainsi qu'une politique de lutte contre les discriminations lié à l'homosexualité et à la transidentité. Ce rapport fait face à une forte opposition et mobilisation des députés européens conservateurs, d'associations pro-vie et de membres de l'Église catholique.